# Pedro Antonio Sánchez Moñino
Pedro Antonio Sánchez Moñino, noto semplicemente come Pedro Sánchez (Aspe, 12 dicembre 1986), è un calciatore spagnolo, centrocampista del Betis Florida.

## Caratteristiche tecniche
È un esterno destro.

## Carriera
Ha giocato per tutta la sua carriera nella Segunda Division spagnola, giocando 372 partite e segnando 58 gol. In Copa del Rey ha giocato 14 partite e segnato 2 gol (entrambi con il Real Murcia).

## Statistiche

### Presenze e reti nei club
Statistiche aggiornate al 15 luglio 2019.
| Stagione              | Squadra               | Campionato            | Campionato | Campionato | Coppe nazionali | Coppe nazionali | Coppe nazionali | Coppe continentali | Coppe continentali | Coppe continentali | Altre coppe | Altre coppe | Altre coppe | Totale | Totale | Totale |
| Stagione              | Squadra               | Comp                  | Pres       | Reti       | Comp            | Pres            | Reti            | Comp               | Pres               | Reti               | Comp        | Pres        | Reti        | Pres   | Reti   |        |
| --------------------- | --------------------- | --------------------- | ---------- | ---------- | --------------- | --------------- | --------------- | ------------------ | ------------------ | ------------------ | ----------- | ----------- | ----------- | ------ | ------ | ------ |
| 2008-2009             | Alicante              | SD                    | 26         | 2          | CR              | 0               | 0               | -                  | -                  | -                  | -           | -           | -           | 26     | 2      |        |
| 2009-2010             | Real Murcia           | SD                    | 35         | 3          | CR              | 2               | 0               | -                  | -                  | -                  | -           | -           | -           | 37     | 3      |        |
| 2010-2011             | Real Murcia           | SDB                   | 38         | 13         | CR              | 5               | 2               | -                  | -                  | -                  | -           | -           | -           | 43     | 15     |        |
| 2011-2012             | Real Murcia           | SD                    | 35         | 4          | CR              | 1               | 0               | -                  | -                  | -                  | -           | -           | -           | 36     | 4      |        |
| Totale Carriera       | Totale Carriera       | Totale Carriera       | 108        | 20         |                 | 8               | 2               |                    | -                  | -                  |             | -           | -           | 116    | 22     |        |
| 2012-2013             | Córdoba               | SD                    | 39         | 5          | CR              | 4               | 0               | -                  | -                  | -                  | -           | -           | -           | 44     | 5      |        |
| 2013-2014             | Córdoba               | SD                    | 32+4       | 7+1        | CR              | 1               | 0               | -                  | -                  | -                  | -           | -           | -           | 37     | 8      |        |
| Totale Cordoba        | Totale Cordoba        | Totale Cordoba        | 75         | 13         |                 | 5               | 0               |                    | -                  | -                  |             | -           | -           | 80     | 4      |        |
| 2014-2015             | Real Saragozza        | SD                    | 32+4       | 7+1        | CR              | 0               | 0               | -                  | -                  | -                  | -           | -           | -           | 36     | 8      |        |
| 2015-2016             | Real Saragozza        | SD                    | 33         | 3          | CR              | 0               | 0               | -                  | -                  | -                  | -           | -           | -           | 33     | 3      |        |
| Totale Real Saragozza | Totale Real Saragozza | Totale Real Saragozza | 69         | 11         |                 | 0               | 0               |                    | -                  | -                  |             | -           | -           | 69     | 11     |        |
| 2016-2017             | Elche                 | SD                    | 30         | 1          | CR              | 0               | 0               | -                  | -                  | -                  | -           | -           | -           | 30     | 1      |        |
| 2017-2018             | Granada               | SD                    | 38         | 7          | CR              | 0               | 0               | -                  | -                  | -                  | -           | -           | -           | 38     | 7      |        |
| 2018-2019             | Deportivo La Coruña   | SD                    | 21+4       | 3+1        | CR              | 1               | 0               | -                  | -                  | -                  | -           | -           | -           | 26     | 4      |        |
| Totale Carriera       | Totale Carriera       | Totale Carriera       | 359+12     | 55+3       |                 | 14              | 2               |                    | -                  | -                  |             | -           | -           | 386    | 60     |        |